# Parasteatoda
Parasteatoda là một chi nhện trong họ Theridiidae.

## Hình ảnh

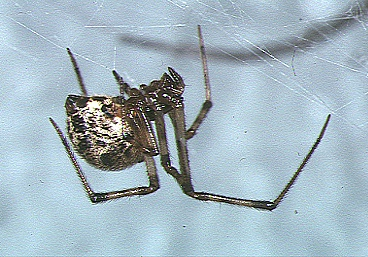
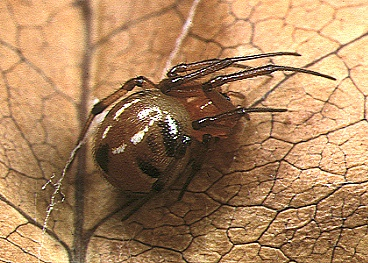
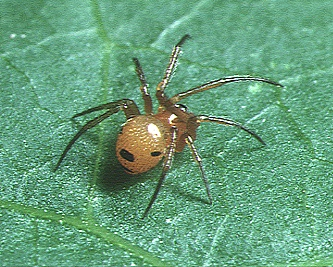
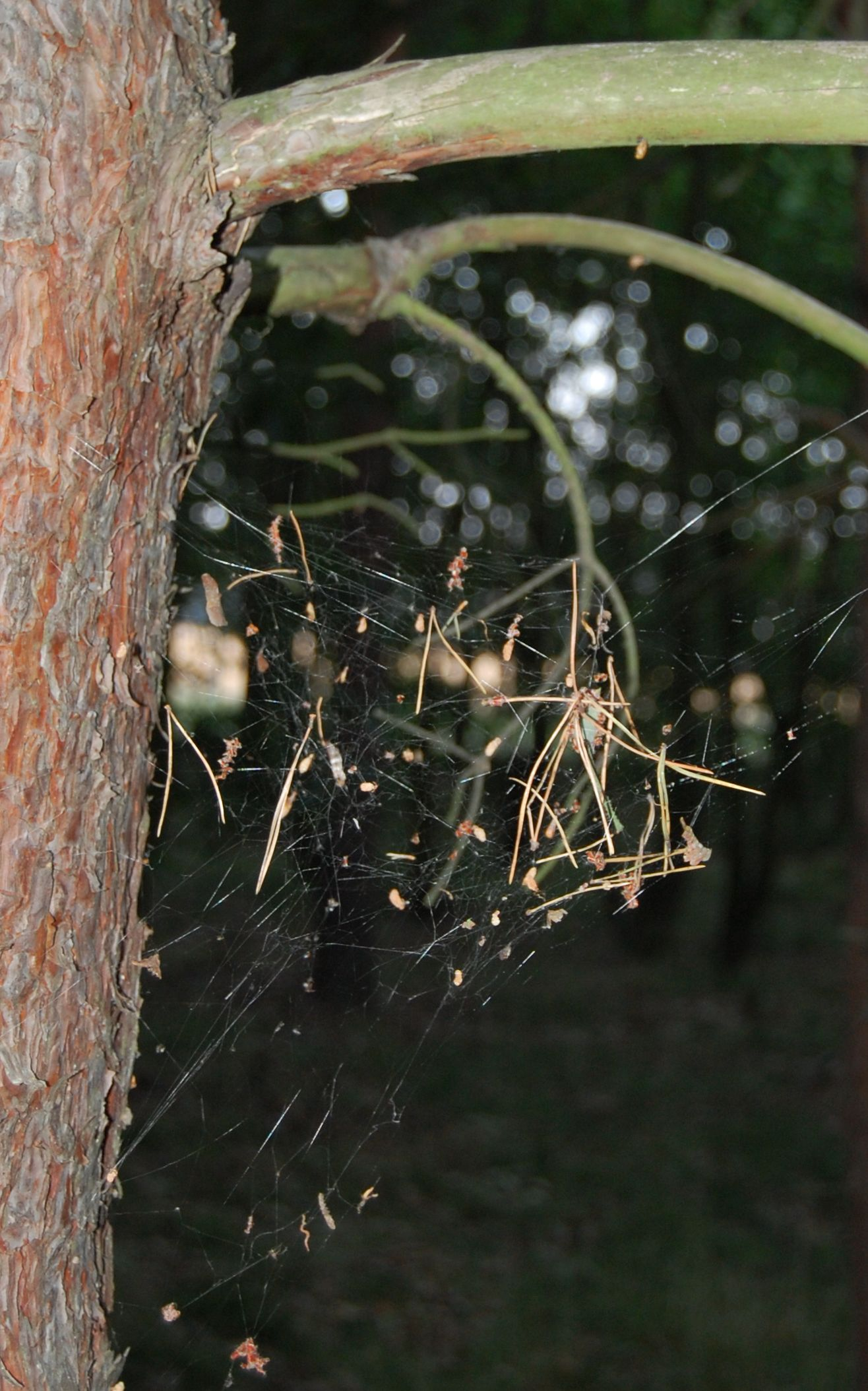